# La Marcha (1945)

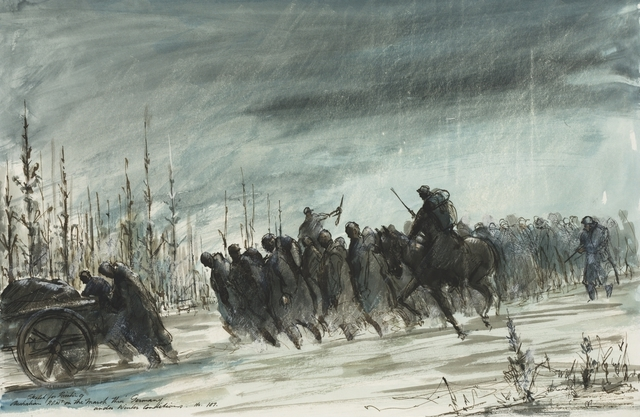
Ilustración de unos prisioneros de guerra australianos marchando a través de Alemania durante el invierno de 1944-45.

"La Marcha" se refiere a un suceso histórico que se define como una serie de marchas forzadas sucedidas durante las etapas finales de la Segunda Guerra Mundial en Europa. 
De un total de 257.000 prisioneros de guerra aliados occidentales retenidos en campos de prisioneros militares alemanes, más de 80.000 de ellos fueron forzados a marchar hacia el oeste a través de Polonia, Checoslovaquia y Alemania en condiciones invernales extremas, entre enero y abril de 1945. Esta serie de eventos reciben nombres como: "La Gran Marcha hacia el Oeste ", "La Larga Marcha ", "La Larga Caminata ", "La Marcha Negra ", "La Marcha del Pan" y "La Marcha de la Muerte a través de Alemania ", pero la mayoría de los sobrevivientes la llamaron simplemente "La Marcha ".
Debido al empuje de las ofensivas del ejército soviético y su avance en el frente oriental, las autoridades alemanas encargadas decidieron evacuar los campos de prisioneros de guerra para retrasar su liberación. Al mismo tiempo, cientos de miles de refugiados, en su mayoría civiles alemanes que huían de zonas tales como Prusia Oriental, así como civiles de otras nacionalidades, también se dirigían a pie hacia el oeste, sumándose en las rutas a las columnas de prisioneros.: 40–42 
Algunos ejemplos incluyen: 
- Desde el Stalag Luft IV en Gross Tychow en Pomerania, los prisioneros se enfrentaron a una caminata de 800 kilómetros, en condiciones de ventisca y frío a través de Alemania, durante la cual murieron cientos de personas, y;
- una marcha desde el Stalag VIII-B, conocida como la "Marcha de la Muerte de Lamsdorf",[2] que fue similar a la más conocida Marcha de la Muerte de Bataan (1942) en términos de tasas de mortalidad.[3]
- Del Stalag Luft III en Silesia a Baviera